# Wereldkampioenschappen veldrijden 1995
De wereldkampioenschappen veldrijden 1995 werden gehouden op 29 januari 1995 in Eschenbach, Zwitserland.

## Uitslagen

### Mannen, elite
| Plaats | Renner              | Land        | Tijd   |
| ------ | ------------------- | ----------- | ------ |
|        | Dieter Runkel       | Zwitserland | 57.44  |
| Zilver | Richard Groenendaal | Nederland   | + 0.37 |
| Brons  | Beat Wabel          | Zwitserland | + 0.57 |
| 4.     | Adrie van der Poel  | Nederland   | + 1.18 |
| 5.     | Roger Honegger      | Zwitserland | + 1.26 |
| 6.     | Peter Van Santvliet | België      | + 1.43 |
| 7.     | Dominique Arnould   | Frankrijk   | + 1.45 |
| 8.     | Jan Østergaard      | Denemarken  | + 2.01 |
| 9.     | Daniele Pontoni     | Italië      | + 2.11 |
| 10.    | Emmanuel Magnien    | Frankrijk   | + 2.30 |

### Jongens, junioren
| Plaats | Renner             | Land        | Tijd   |
| ------ | ------------------ | ----------- | ------ |
|        | Zdeněk Mlynář      | Tsjechië    | 40.01  |
| Zilver | Guillaume Benoist  | Frankrijk   | + 0.12 |
| Brons  | Stefan Bünter      | Zwitserland | + 0.16 |
| 4.     | Miguel Martinez    | Frankrijk   | + 0.18 |
| 5.     | Pavel Prošek       | Tsjechië    | + 0.31 |
| 6.     | Maarten Nijland    | Nederland   | + 0.47 |
| 7.     | Patrick Dubacher   | Zwitserland | z.t.   |
| 8.     | Roger Zweifel      | Zwitserland | + 0.54 |
| 9.     | Robby Pelgrims     | België      | + 0.59 |
| 10.    | Fabrizio Dall'Oste | Italië      | + 1.06 |

## Medaillespiegel
| Plaats | Land        | Goud | Zilver | Brons | Totaal |
| 1      | Zwitserland | 1    | 0      | 2     | 3      |
| 2      | Tsjechië    | 1    | 0      | 0     | 1      |
| 3      | Frankrijk   | 0    | 1      | 0     | 1      |
| 4      | Nederland   | 0    | 1      | 0     | 1      |
| Totaal | Totaal      | 2    | 2      | 2     | 6      |

Kampioenschappen:  Wereldkampioenschappen · 
 Belgische kampioenschappen · 
 Nederlandse kampioenschappen
Klassementen:  Wereldbeker · 
 Superprestige · 
 GvA Trofee · 
 Challenge national
1950 · 
1951 · 
1952 · 
1953 · 
1954 · 
1955 · 
1956 · 
1957 · 
1958 · 
1959 · 
1960 · 
1961 · 
1962 · 
1963 · 
1964 · 
1965 · 
1966 · 
1967 · 
1968 · 
1969 · 
1970 · 
1971 · 
1972 · 
1973 · 
1974 · 
1975 · 
1976 · 
1977 · 
1978 · 
1979 · 
1980 · 
1981 · 
1982 · 
1983 · 
1984 · 
1985 · 
1986 · 
1987 · 
1988 · 
1989 · 
1990 · 
1991 · 
1992 · 
1993 · 
1994 · 
1995 · 
1996 · 
1997 · 
1998 · 
1999 · 
2000 · 
2001 · 
2002 · 
2003 · 
2004 · 
2005 · 
2006 · 
2007 · 
2008 · 
2009 · 
2010 · 
2011 · 
2012 · 
2013 · 
2014 · 
2015 · 
2016 · 
2017 · 
2018 · 
2019 ·
2020 ·
2021 ·
2022 ·
2023 ·
2024 ·
2025

Categorieën

Mannen elite · 
vrouwen elite · 
mannen beloften · 
vrouwen beloften · 
jongens junioren · 
meisjes junioren · 
gemengde estafette

Voormalig:
mannen amateurs